# Епископ захумско-херцеговачки Тихон
Тихон (световно Тихомир Радовановић; Мали Пожаревац, 8. јул 1891 — Београд, 8. фебруар 1951) је био епископ захумско-херцеговачки од 1934. до 1939. године.

## Биографија
Рођен је 1891. у Малом Пожаревцу од оца Димитрија и мајке Даринке и добио име Тихомир. По завршеној основној школи истовремено је похађао гимназију и деветоразредну Богословију Светог Саве у Београду. После тога био је извесно време учитељ у селу Дрлупа. Рукоположен је у чин ђакона 1913. године од стране митрополита Србије Димитрија и постављен за парохијског ђакона при Старој цркви у Крагујевцу.
У Првом светском рату је био болничар, одведен је у ропство у Хајнрихгрин. Након рата отишао је на студије на Богословски факултет у Атини (1918 — 1921), где је дипломирао, а потом 1922. и докторирао са темом „Еволуција месијанске идеје у Старом завету“. Докторску дисертацију је израдио током постдипломских студија у Лајпцигу.
Када се вратио из Атине постављен је за суплента Прве мушке гимназије у Београду. Изабран је потом 1924. године за доцента на Богословском факултету у Београду. На тој дужности је остао све до 1930. године када је постављен за секретара Светог архијерејског синода вршећи до 1932. и дужност хонорарног професора на катедри за Свето писмо Старог завета.
Изабран је 1932. године за викарног епископа сремског и хиротонисан 21. новембра 1932. godine у Саборној цркви у Београду. Изабран је 1934. године за епископа захумско-херцеговачког. На овој дужности је остао до 1939. када је због болести по сопственој молби пензионисан.
Умро је 8. фебруара 1951. у Београду и сахрањен поред храма Покрова пресвете Богородице у Београду.

## Дела
- Увод у старозаветне пророке
- Историја превода Старог завета  195514375
- Палестински канон Старог завета  153089799
- Библијска повесница (Стари и Нови завет) за ученике-це I разреда средњих школа  90433799